# Discografia de NU'EST
Esta é a discografia do boy group sul-coreano NU'EST, consiste em dois álbuns de estúdio, cinco extended plays e treze singles (incluindo japoneses). Desde junho de 2017 até dezembro de 2018, NU'EST promoverá como uma sub-unidade chamada NU'EST W enquanto Minhyun está promovendo como membro oficial do Wanna One.

## Álbuns

### Álbuns de estúdio
| Título                                                                                     | Detalhes do álbum                                                                                   | Melhores posições nas paradas | Melhores posições nas paradas | Vendas                       |
| Título                                                                                     | Detalhes do álbum                                                                                   | KOR                           | JPN                           | Vendas                       |
| Korean                                                                                     | Korean                                                                                              | Korean                        | Korean                        | Korean                       |
| ------------------------------------------------------------------------------------------ | --------------------------------------------------------------------------------------------------- | ----------------------------- | ----------------------------- | ---------------------------- |
| Re:Birth                                                                                   | - Lançamento: 9 de julho de 2014 - Gravadora: Pledis Entertainment - Formatos: CD, digital download | 4                             | —                             | - KOR: 16,752+               |
| Japoneses                                                                                  | |                               |                               |                              |
| Bridge the World                                                                           | - Lançamento: 18 de novembro de 2015 - Gravadora: Ariola Japan - Formatos: CD, digital download     | 37                            | 7                             | - JPN: 22,754+ - KOR: 1,218+ |
| "–" indica lançamentos que não apresentaram gráficos ou não foram divulgados nessa região. | |                               |                               |                              |

### Extended plays
| Action                                                                                     | - Lançamento: 11 de julho de 2012 - Gravadora: Pledis Entertainment - Formatos: CD, digital download     | 4 | 153 | - KOR: 23,761+ - JPN: 1,196+ |
| Hello                                                                                      | - Lançamento: 13 de fevereiro de 2013 - Gravadora: Pledis Entertainment - Formatos: CD, digital download | 3 | 141 | - KOR: 16,249+ - JPN: 1,303+ |
| Sleep Talking                                                                              | - Lançamento: 22 de agosto de 2013 - Gravadora: Pledis Entertainment - Formatos: CD, digital download    | 8 | 137 | - KOR: 16,973+               |
| Q Is                                                                                       | - Lançamento: 17 de fevereiro de 2016 - Gravadora: Pledis Entertainment - Formatos: CD, digital download | 5 | —   | - KOR: 14,443+               |
| Canvas                                                                                     | - Lançamento: 29 de agosto de 2016 - Gravadora: Pledis Entertainment - Formatos: CD, digital download    | 3 | —   | - KOR: 12,926+               |
| "–" indica lançamentos que não apresentaram gráficos ou não foram divulgados nessa região. | |   |     |                              |

### Álbuns de compilação
| Título                                                                                     | Detalhes do álbum                                                                            | Melhores posições nas paradas | Melhores posições nas paradas | Vendas       |
| Título                                                                                     | Detalhes do álbum                                                                            | KOR                           | JPN                           | Vendas       |
| Japonês                                                                                    | Japonês                                                                                      | Japonês                       | Japonês                       | Japonês      |
| ------------------------------------------------------------------------------------------ | -------------------------------------------------------------------------------------------- | ----------------------------- | ----------------------------- | ------------ |
| NU'EST Best in Korea                                                                       | - Lançamento: 30 de julho de 2014 - Gravadora: Ariola Japan - Formatos: CD, digital download | —                             | 13                            | - JPN: 7,132 |
| "–" indica lançamentos que não apresentaram gráficos ou não foram divulgados nessa região. |                                                                                              |                               |                               |              |

## Singles

### Artista principal
| Título                                                                                     | Ano      | Melhores posições nas paradas | Melhores posições nas paradas | Melhores posições nas paradas | Melhores posições nas paradas | Melhores posições nas paradas | Vendas                                              | Álbum            |
| Título                                                                                     | Ano      | KOR Gaon                      | KOR Hot                       | JPN Oricon                    | JPN Hot                       | US World                      | Vendas                                              | Álbum            |
| Coreanos                                                                                   | Coreanos | Coreanos                      | Coreanos                      | Coreanos                      | Coreanos                      | Coreanos                      | Coreanos                                            | Coreanos         |
| ------------------------------------------------------------------------------------------ | -------- | ----------------------------- | ----------------------------- | ----------------------------- | ----------------------------- | ----------------------------- | --------------------------------------------------- | ---------------- |
| "Face"                                                                                     | 2012     | 62                            | 50                            | —                             | —                             | —                             | - KOR: 25,765+ (physical) - KOR: 196,908+ (digital) | Non-album single |
| "Action"                                                                                   | 2012     | 77                            | 99                            | —                             | —                             | —                             | - KOR: 48,954+                                      | Action           |
| "Hello" (여보세요)                                                                         | 2013     | 20                            | 45                            | —                             | —                             | —                             | - KOR: 290,761+                                     | Hello            |
| "Sleep Talking" (잠꼬대)                                                                   | 2013     | 92                            | 59                            | —                             | —                             | —                             | - KOR: 35,127+                                      | Sleep Talking    |
| "Good Bye Bye"                                                                             | 2014     | 161                           | —                             | —                             | —                             | 19                            |                                                     | Re:Birth         |
| "I'm Bad"                                                                                  | 2015     | 220                           | —                             | —                             | —                             | —                             | - KOR: 5,000+ (physical)                            | Non-album single |
| "Overcome" (여왕의 기사)                                                                   | 2016     | —                             | —                             | —                             | —                             | 5                             |                                                     | Q Is             |
| "Love Paint (Every Afternoon)"                                                             | 2016     | 71                            | —                             | —                             | —                             | 22                            | - KOR: 30,799+                                      | Canvas           |
| "Daybreak" (Sung by Minhyun and JR)                                                        | 2016     | 91                            | —                             | —                             | —                             | —                             | - KOR: 25,874+                                      | Canvas           |
| "If You" (있다면)                                                                          | 2017     | 2                             | —                             | —                             | —                             | —                             | - KOR: 126,434+                                     | Non-album single |
| Japonês                                                                                    |          |                               |                               |                               |                               |                               |                                                     |                  |
| "Shalala Ring"                                                                             | 2014     | —                             | —                             | 16                            | 44                            | —                             | - JPN: 8,282+                                       | Bridge the World |
| "Na.Na.Na.Namida"                                                                          | 2015     | —                             | —                             | 7                             | 15                            | —                             | - JPN: 23,192+                                      | Bridge the World |
| "Bridge the World"                                                                         | 2015     | —                             | —                             | —                             | —                             | —                             |                                                     | Bridge the World |
| "–" indica lançamentos que não apresentaram gráficos ou não foram divulgados nessa região. |          |                               |                               |                               |                               |                               |                                                     |                  |

### Colaborações
| Título                                   | Ano  | Artista        | Membros         |
| ---------------------------------------- | ---- | -------------- | --------------- |
| "Someone Is You"                         | 2010 | Happy Pledis   | Baekho, JR, Ren |
| "Love Letter"                            | 2011 | Happy Pledis   | Todos           |
| "Dashing Through the Snow In High Heels" | 2012 | Orange Caramel | Todos           |
| "The Aftermath"                          | 2015 | Fromm          | Minhyun         |
| "Loop"                                   | 2017 | Raina          | Aron            |

## Videografia

### Vídeos musicais
| Título                         | Ano      | Diretores                                 |
| Coreanos                       | Coreanos | Coreanos                                  |
| ------------------------------ | -------- | ----------------------------------------- |
| "Face"                         | 2012     | Kim Hye-jeong                             |
| "Action"                       | 2012     | Kim Hye-jeong                             |
| "Not Over You"                 | 2012     | Desconhecido                              |
| "Sandy"                        | 2012     | Desconhecido                              |
| "Hello"                        | 2013     | Kim Hye-jeong                             |
| "Sleep Talking"                | 2013     | Hong Won-ki                               |
| "Fine Girl"                    | 2013     | Desconhecido                              |
| "Good Bye Bye"                 | 2014     | Hong Won-ki                               |
| "I'm Bad"                      | 2015     | Kim Jong-seong                            |
| "Overcome"                     | 2016     | Yoo Sung-kyun, Lim Seung-taek, Kim He-min |
| "Love Paint (Every Afternoon)" | 2016     | Yoo Sung-kyun, Lim Seung-taek, Kim He-min |
| "Daybreak"                     | 2016     | Kim Yoon                                  |
| Japoneses                      |          |                                           |
| "Shalala Ring"                 | 2014     | Nanae Takanashi                           |
| "Na.Na.Na"                     | 2015     | Desconhecido                              |